# After the storm
After the storm is een muziekalbum van Crosby, Stills & Nash uit 1994. Geen van de nummers op het album verscheen op een single.
Na lange tijd is dit het eerste studioalbum van het trio dat weer voornamelijk bestaat uit zelfgeschreven werk. Er staat één cover op, het nummer In my life van The Beatles.
Het album belandde op nummer 98 van de Billboard 200 en op nummer 71 in Nederland. In België bereikte het de hitlijsten niet.

## Nummers
| Nr. | Naam                 | Geschreven door                | Duur |
| --- | -------------------- | ------------------------------ | ---- |
| 1   | Only waiting for you | Stephen Stills                 | 3:57 |
| 2   | Find a dream         | Graham Nash                    | 3:51 |
| 3   | Camera               | David Crosby en Stephen Stills | 4:20 |
| 4   | Unequal love         | Graham Nash                    | 4:44 |
| 5   | Till it shines       | David Crosby                   | 4:19 |
| 6   | It won't go away     | Stephen Stills                 | 4:17 |
| 7   | These empty days     | David Crosby en Graham Nash    | 2:30 |
| 8   | In my life           | John Lennon en Paul McCartney  | 2:20 |
| 9   | Street to lean on    | David Crosby                   | 3:35 |
| 10  | Bad boyz             | Stephen Stills                 | 4:16 |
| 11  | After the storm      | Graham Nash                    | 3:34 |
| 12  | Panama               | Stephen Stills                 | 4:15 |

David Crosby · Stephen Stills · Graham Nash · Neil Young